# Эфрон, Савелий Константинович
Савелий Константинович Эфрон (первоначальное имя Ше́пшель (Ше́ель) Ка́лманович Ефро́н; 1849, Кейданы, Виленская губерния — 1925, Сербия) — русский драматург, прозаик и публицист, литературный псевдоним Савелий Литвин.

## Биография
Родился в Кейданах Виленской губернии, старший брат народовольца Якова Константиновича (Янкеля Калмановича) Эфрона (1854—1909), дядя Сергея Эфрона. У него также были братья Григорий (1855—1881), Юдель (1860) и Бендет (1863). Ранние детские годы провёл в местечке Молодечно, где его отец Калмен Шебшелевич Ефрон (1821, Кейданы — 9 февраля 1899, Ковно) служил у своего дяди — строительного подрядчика; мать Хана Юделевна Ефрон держала в аренду право пропинаций. Не позднее 1855 года семья перебралась в Вильну.
Во время учёбы в Виленском раввинском училище начал публиковаться в «Виленском вестнике». 
С 1869 года работал учителем русского языка и арифметики в талмуд-торе в Слониме, и тогда же дебютировал в «Вестнике Западной России» (очерк «Из еврейского быта», 1869). 
В 1871 году стал вольнослушателем Горного института в Санкт-Петербурге, публиковался в «Русском мире», но в 1874 году бросил учёбу и вернулся в Вильну. В 1875—1876 годах работал учителем в Виленском раввинском училище и одновременно состоял сотрудником редакции «Виленского вестника». В 1876 году привлекался к дознанию по подозрению в сокрытии деятельности членов виленского революционного кружка Л. Давидовича и в получении от них запрещённых сочинений; дело было прекращено 18 ноября того же года за недостатком улик.
В 1887 году принял христианство и поселился в Москве, сотрудничал с редакцией «Современных известий», был секретарём редакции газеты «Свет». В конце жизни постригся в монахи, с 7 июня 1921 года до 23 июня 1925 года жил в монастыре святой Параскевы, умер в монастыре Петкович (Королевство сербов).

## Семья
- Жена (с 11 сентября 1886 до 1899 года[8]) — Года-Либа Мордуховна Магат (1860, Вильна — ?), впоследствии работала счетоводом в Правлении Московско-Виндаво-Рыбинской железной дороги.
  - Сын — Никита Савельевич Эфрон (1 мая 1887 — 21 августа 1933), дерматовенеролог, профессор, заведующий кафедрой дерматологии и венерических болезней медицинского факультета Астраханского университета, основатель и первый заведующий венерологической секцией Саратовского Губздрава и кафедрой кожных и венерических болезней Центрального института усовершенствования врачей.
  - Сын — Леонид Савельевич Эфрон (1889—1942), в 1920 году был секретарём военной комиссии Канского уездного комиссариата, арестовывался, погиб на фронте[9][10][11].

## Творчество
Публиковался под псевдонимами Дролин; Л—ин, С.; Л—н, С.; Литвин, С.; Литвин, С. К.; С. Л.; Э.; Э—н, С.; Э—н, Ш. Наиболее спорные произведения публиковал под псевдонимами, прочие — под собственным именем.
Опубликовал переиздававшиеся пьесы «Сыны Израиля» (поставлена под названием «Контрабандисты», с В. А. Крыловым, 1899) и «Возмездие» (1901), повести «Замужество Ревекки», «Среди евреев» (1896), «Жертвоприношение» (1898), несколько книг художественной прозы и публицистики из еврейского быта, очерки мемуарного характера. Печатался в «Восходе», «Историческом вестнике», «Московской неделе». 
Не раз обвинялся в антиеврейской направленности поздних произведений, в особенности пьесы «Сыны Израиля» (Исторический вестник, 1899) и книги «Среди евреев» (1897). В этой связи, поставленная в петербургском Малом театре Суворина в 1900 году пьеса «Контрабандисты» вызвала протесты со стороны публики, и первое представление было сорвано. Актриса Лидия Яворская в знак протеста вышла из состава труппы. Постановки пьесы были сорваны также и в других городах, ряд актёров и театров отказался от участия в постановках.

## Книги
- Смутьяны: очерки и рассказы. СПб: Типография Товарищества «Общественная польза», 1893.
- Мой дядя Реб Шебсель-Эйзер: рассказ из еврейской жизни. СПб: Типо-литография В. В. Комарова, 1897.
- Среди евреев. СПб.: Типо-литография В. В. Комарова, 1897.
- Жертвоприношение. СПб.: Типо-литография В. В. Комарова, 1898.
- Замужество Ревекки (рассказы: Замужество Ревекки; Талмудическая голова; Жертвоприношение; Сюрприз в «Балканах»; Еврейка; Очерки Колымажного двора; Повстанка). СПб: Типография Богельмана, 1898.
- Искупление: повесть из еврейской жизни. СПб: Типо-литография В. В. Комарова, 1898.
- Смерть деда Симхи (повесть). СПб: Типо-литография В. В. Комарова, 1898.
- Возмездие (драма в четырёх действиях и пяти картинах). СПб: Типо-литография В. В. Комарова, 1901.
- Сыны Израиля: драма в четырёх действиях и пяти картинах (с В. Крыловым). 3-е издание. СПб: Типо-литография В. В. Комарова, 1901[21].